# Challenger de Turín 2
El Turin Challenger es un torneo profesional de tenis. Pertenece al ATP Challenger Tour. Se juega desde el año 2022 sobre pistas de dura bajo techo, en Turín, Italia.

## Palmarés

### Individuales
| Año  | Campeón      | Finalista     | Resultado    |
| ---- | ------------ | ------------- | ------------ |
| 2022 | Mats Moraing | Quentin Halys | 7–6(11), 6–3 |

### Dobles
| Año  | Campeones                    | Finalistas              | Resultado        |
| ---- | ---------------------------- | ----------------------- | ---------------- |
| 2022 | Ruben Bemelmans Daniel Masur | Sander Arends David Pel | 3–6, 6–3, [10–8] |